# Hey! Baby
Hey! Baby ist ein Pop-Lied des US-amerikanischen Singer-Songwriters Bruce Channel aus seinem gleichnamigen Album. Veröffentlicht wurde der Titel im Dezember 1961 als Single und erreichte Platz 1 der Billboard Hot 100 Single-Charts in den Vereinigten Staaten.
Größere Bekanntheit in Europa und Australien erlangte der Titel durch die Verwendung im Film Dirty Dancing und später durch die Coverversion des österreichischen Popsängers DJ Ötzi, der den Song unter dem Titel Hey Baby (Uhh, Ahh) im Jahr 2000 coverte.

## Originalversion
Der Song wurde von Bruce Channel und Margaret Cobb geschrieben und im Jahr 1961 aufgenommen. Zunächst erschien der Titel unter dem Plattenlabel LeCam Records, einem Minor-Label aus Texas. Nachdem der Titel regionalen Erfolg erfahren hatte, wurde er international bei Smash Records, einer Division von Mercury Records, vertrieben und erreichte in der Woche vom 10. März 1962 die Top-Platzierung in den US-amerikanischen Single-Charts. Co-produziert wurde Hey! Baby von Major Bill Smith, dem Eigentümer von LeCam Records. Die Aufnahme enthält kompositorische Riffs des Mundharmonikaspielers Delbert McClinton sowie des Schlagzeugers Ray Torres. Bob Jones und Billy Sanders sind als Gitarristen und Jim Rogers als Bassist vertreten.

## Coverversion
DJ Ötzi nahm eine Party-Version für sein Album Love, Peace & Vollgas auf und veröffentlichte sein Cover am 31. Juli 2000. Die Single erreichte Nummer-eins-Platzierungen in Australien, Irland und dem Vereinigten Königreich und erreichte die Top 10 in Österreich, Dänemark, Schweden, Belgien und Norwegen. In Deutschland erreichte die Veröffentlichung Platz 11 der GfK Entertainment Charts und belegte mit Rang 56 in den Niederlanden die niedrigste Platzierung. Ötzis Auskopplung erhielt mehrere Gold- und Platinauszeichnungen und verkaufte sich mehr als 1,1 Millionen Mal.
Chartplatzierungen
| ChartsChartplatzierungen     | Höchstplatzierung | Wochen |
| ---------------------------- | ----------------- | ------ |
| Deutschland (GfK)            | 11 (35 Wo.)       | 35     |
| Österreich (Ö3)              | 4 (40 Wo.)        | 40     |
| Vereinigtes Königreich (OCC) | 1 (32 Wo.)        | 32     |

Auszeichnungen für Musikverkäufe

| Land/Region                  | Auszeichnungen für Musikverkäufe (Land/Region, Auszeichnung, Verkäufe) | Verkäufe  |
| ---------------------------- | ---------------------------------------------------------------------- | --------- |
| Australien (ARIA)            | Platin                                                                 | 70.000    |
| Dänemark (IFPI)              | Platin                                                                 | 20.000    |
| Deutschland (BVMI)           | Gold                                                                   | 250.000   |
| Österreich (IFPI)            | Gold                                                                   | 25.000    |
| Schweden (IFPI)              | Platin                                                                 | 30.000    |
| Vereinigtes Königreich (BPI) | Platin                                                                 | 776.000   |
| Insgesamt                    | 2× Gold · 4× Platin ·                                                  | 1.166.000 |